# Sinar
Senaar, Sinar o Shinaar (ʃɪ.nɑʔɑr; en hebreo: שִׁנְעָר‎ Šinʻar; Septuaginta en griego antiguo: Σεννααρ Sennaar) es la palabra hebrea que se aplica a la llanura aluvial situada en el valle formado por los ríos Tigris y Éufrates, es decir, Mesopotamia.

## Biblia
En el Libro de Génesis 10:10, se dice que las "cabeceras del reino" de Nimrod, Babel, Erec, Acad y Calne, eran ciudades situadas "en la tierra de Sinar". El versículo Génesis 11:2 señala la llanura de Sinar como el sitio donde se reunieron descendientes de Noé y construyeron la Torre de Babel.
En Génesis 14:1,9, el rey Amrafel gobierna Sinar, que se menciona además en Josué 7:21; Isaías 11:11; Daniel 1:2; y Zacarías 5:11, como sinónimo general de Babilonia.

## Literatura hebrea
El Libro de los Jubileos 9:3, asigna Sinar (o, en el texto etíope, Sadna Sena'or) a Ashur, hijo de Sem. Jubileos 10:20 afirma que la Torre de Babel fue construida con betún del mar de Sinar.
Según la historia hebrea fue la tierra donde escogieron asentarse las familias que migraron desde las montañas de Ararat y sus inmediaciones después del Diluvio Universal.

## Contexto geográfico
Se trata de una llanura aluvial que depende enteramente de los ríos que la conforman para dar vida a su flora y fauna.

## Historia
Las primeras poblaciones de que se tiene noticia cierta son los sumerios, que dieron nombre a este país, llamado en los registros antiguos tierra de Súmer.  Aquí florecieron las primeras ciudades de que se tenga noticia, como, por ejemplo, Babilonia (conocida por los sumerios como Kadingir), Sippar, Borsippa, Kish, Lagash, Shuruppak, Nippur, Uruk, Ur, Eridu, etc.
Posteriormente, ciertas poblaciones semitas, a las que se suele denominar acadios (por la posterior ciudad de Akkad que dio nombre a la región septentrional de la Baja Mesopotamia o tierra de Sinar), se hicieron preponderantes en la región y llegaron a fundar, con Sargón I de Akkad, el primer Imperio semita de que se tenga memoria.
La tierra de Sinar o Sumer, quedó dividida en dos regiones: el territorio de Akkad, al norte, y el territorio de Sumeria al sur, pasando la línea divisoria aproximadamente a la altura de la ciudad de Nippur.